# Tamiller
Tamiller ibland kallad frett (särskilt i äldre litteratur), är den domesticerade formen av iller och kategoriseras idag som den egna underarten Mustela putorius furo. Namnet frett anses härstamma från det engelska namnet för iller, ferret (jämför franskans furet), medan furo i det vetenskapliga namnet är latin och betyder tjuv. Tamillern används bland annat för kaninjakt.

## Utseende och läte
Tamillerhonan väger ca 0,75-1,5 kg och hanen 1,5-2,5 kg. Tamillrar varierar i utseende. Benämningar på några vanliga färgvariationer är "viltfärgad", "albino", "pastell" och "silver". Det finns även teckningsvarianter som "tomte" och "blaze". Det finns även vita illrar med svarta ögon (DEW, Dark-eyed-white). Illrar har sommar- och vinterpäls och kan växla lite i färg mellan årstiderna. 
Det finns även en angoravariant av iller. Dessa har lång päls. Dessa brukar ha dubbla näsvingar och ofta lite päls i nosen. Angorahonor brukar inte kunna dia sina ungar även om de är fertila.
Illrar har ett poppande läte och väsningar. En lekfull iller hoppar runt i hopkrupen ställning och poppar. En irriterad eller störd iller varnar ofta genom att väsa. Mycket irriterade illrar kan även vifta på den yttre delen av svansen, ungefär som en katt. De kan också vifta lite på svansen när de är väldigt exalterade i leken.

## Domesticering
Tamillern är ett allt vanligare sällskapsdjur. Till lynnet påminner den om ett mellanting mellan hund och katt. Tamillrar är nyfikna, livliga, orädda och envisa.
Redan år 350 f.Kr. höll folk tama illrar, som användes till jakt på kaniner och råttor. Aristoteles gav illern namnet kitin, som betyder tjuv. Plinius kallade den för viverra. De flesta historiker tror att korsfararna någon gång 900-1100-talet introducerade tamillern i Europa. Dessa tama illrar kan ha parat sig med den vanliga europeiska illern. Den europeiska illern, stäppillern och tamillern är så nära besläktade att de kan hybridisera på samma sätt som hundar och vargar.
Man vet helt säkert att köpmännen på 1400-talet tog med sig illrar till Sverige.

## Användning
Det finns uppgifter från 1500-talet att tamillern användes som ormdödare och anlitades för att få bort råttor och möss i spannmålsmagasin och lador.
Tamiller kan användas vid jakt på vildkanin. Jakten går till så att illern släpps ner i kaninhålet, och sedan fångas den flyende kaninen i nät eller skjuts när den kommer upp ur hålen. 
På Gotland kallas vildkanin för rabbis och rabbisjakt med tamiller är en traditionell jaktform på Gotland. Vildkanin infördes till Gotland i början av 1900-talet.
Tamillern hålls idag främst som sällskapsdjur.

## Skötsel
Livslängden för en tamiller är cirka 6-10 år, mycket beroende på illerns foder. 
Tamillrar som inte ska användas för avel brukar kastreras för deras egen och ägarens skull. Honillrar för att de är brunstiga tills de blir dräktiga och därmed riskerar att få anemi och dö. Honillrar kan få p-piller, men det rekommenderas inte som en varaktig lösning. P-pillren anses orsaka andra sjukdomar vid varaktigt användande. Hanillrar börjar doftmarkera så fort de blir könsmogna och slutar inte om de inte kastreras.
En tamiller ska hållas i hemmet ungefär som en hund, men går på låda som en katt. Illrar ska inte hållas i bur annat än under transport.
Illrar har ett naturligt bitbeteende som den utövar på andra illrar, andra djur och på människor. Illrar har ordentligt käktryck och vassa tänder utformade som sylar så ett bett kan göra ordentligt ont. 
Illrar sover en stor del av dygnet men när de är vakna brukar de vara mycket livliga och busa. Det första illern gör efter en sovstund är att gå på lådan och sedan äta. Illrar har en snabb ämnesomsättning och behöver särskilt högenergifoder.  En tamiller måste ha konstant tillgång till mat och vatten. Många tamillrar skaffar fodergömmor runt om i bostaden.